# پایان پنج ستاره
پایان پنج ستاره (به انگلیسی: Five Star Final) فیلمی ۸۹ دقیقه‌ای به کارگردانی مروین له‌روی با بازی ادوارد جی. رابینسون محصول کشور ایالات متحده آمریکا است.